# Símbolos de Ilhéus

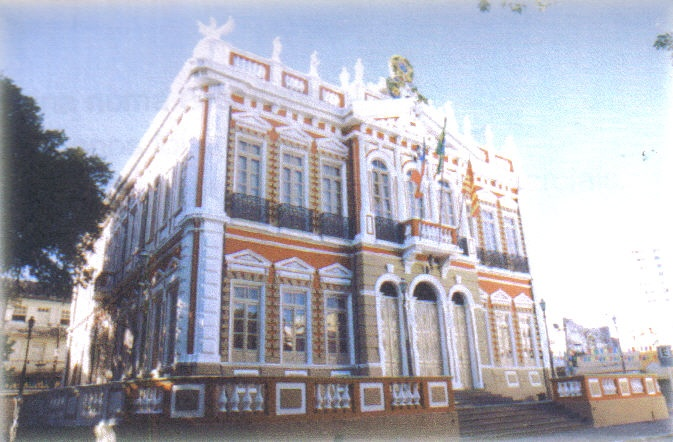
Palácio Paranaguá, sede do poder executivo da cidade, com a bandeira municipal hasteada à esquerda da varanda nobre.

A cidade de Ilhéus (Bahia, Brasil) tem seus símbolos próprios (brasão, bandeira, e cores) desde a década de 1960, não sendo conhecidos quaisquer antecedentes. Foram establecidos pelo mesmo heraldista, Leopoldo Campos Monteiro, partilhando simbologia e estética, e em 2017 foi pedida a sua oficialização também como marcas de identidade visual perene, ao invés de logótipos transitórios de cada nova administração.

## Bandeira

Bandeira de Ilhéus

Em 1965, foi criada pelo professor Leopoldo Campos Monteiro a bandeira de Ilhéus, baseada no escudo do brasão que o mesmo criara anteriormente. Em campo vermelho, tem no canto superior esquerdo cinco folhas verdes, de figueira, com sombreado dourado, dispostas em "X". Na metade inferior do campo, três listas horizontais paralelas, em amarelo ouro. Foi aprovada pela Lei n° 872 de 7 de maio de 1965, quando era prefeito Herval Soledade.

## Brasão

escudo de goles, fretado, de jalde

Em 1954 era prefeito Pedro Catalão; nesta gestão o professor Leopoldo Campos Monteiro, entendido em Heráldica, foi convidado a compor o brasão de Ilhéus, oficialmente aceito pelo decreto n° 34 de 4 de junho de 1954.

Um escudo dividido verticalmente em duas partes: No lado dextro (esquerdo do observador), vermelho com cinco folhas de figueira, verdes com sombra dourada, dispostas em aspa (i.e., em "X": 2+1+2). No lado sinistro (direito do observador), também vermelho, com três correias douradas, entrelaçadas (padrão heráldico dito “fretado”). Estas são as putativas armas do capitão donatário Jorge de Figueiredo Correia, compostas das armas das familias nobres Figueiredos e Correias.
Os restantes elementos adicionais são próprios ao município:
- Em cima uma coroa mural (que indica um brasão identificativo de uma localidade com governo próprio)[5] prateada, com quatro torres visíveis.
- De um lado uma cana-de-açúcar e do outro um galho de cacau, representativos da primeira lavoura e da que forneceu fama e riqueza.
- Como lema, abaixo do escudo, uma faixa vermelha com a inscrição "Município de Ilhéus" em letras douradas.

É uma composição heráldica típica dos brasões municipais brasileiros criados nesta época.

## Cores
A mesma Lei n° 872 de 7 de maio de 1965 que criou a bandeira e confirmou o brasão, estabeleceu como cores oficiais de Ilhéus, o vermelho e o verde, também cores de Portugal desde 1910.